# Valljunquera
Valljunquera és un municipi del Matarranya al límit amb la comarca aragonesa del Baix Aragó. Al seu terme se troba el poble abandonat del Mas del Llaurador.
| Variació històrica del cens de Valljunquera | Variació històrica del cens de Valljunquera | Variació històrica del cens de Valljunquera | Variació històrica del cens de Valljunquera | Variació històrica del cens de Valljunquera | Variació històrica del cens de Valljunquera | Variació històrica del cens de Valljunquera | Variació històrica del cens de Valljunquera | Variació històrica del cens de Valljunquera | Variació històrica del cens de Valljunquera | Variació històrica del cens de Valljunquera | Variació històrica del cens de Valljunquera | Variació històrica del cens de Valljunquera |
| ------------------------------------------- | ------------------------------------------- | ------------------------------------------- | ------------------------------------------- | ------------------------------------------- | ------------------------------------------- | ------------------------------------------- | ------------------------------------------- | ------------------------------------------- | ------------------------------------------- | ------------------------------------------- | ------------------------------------------- | ------------------------------------------- |
| 1900                                        | 1910                                        | 1920                                        | 1930                                        | 1940                                        | 1950                                        | 1960                                        | 1970                                        | 1981                                        | 1991                                        | 2001                                        | 2005                                        |                                             |
| 1.271                                       | 1.340                                       | 1.565                                       | 1.275                                       | 1.162                                       | 1.004                                       | 801                                         | 679                                         | 608                                         | 463                                         | 423                                         | 424                                         |                                             |

## Geografia
Lo terme s'estén des de la serra del Lliri (689 m alt), al sud, al límit amb lo municipi de Fórnols, fins a la vall de Massalió, tributària del Matarranya per l'esquerra. Lo territori és drenat, a més, per la vall Junquera, també tributària del Matarranya, a través del torrent de les Canals. Hi predominen les pinedes i la garriga.
La temperatura mitjana anual és de 13,7°, i la precipitació anual, de 380 mm.

## Economia
L'agricultura és la principal activitat econòmica: oliveres (l'oli gaudeix del reconeixement de la Denominació d'Origen Protegida Oli del Baix Aragó), ametllers, presseguers, cereals i vinya.

## Arqueologia
Lo terme municipal és important quant a jaciments arqueològics, i hi ha dades almenys de tres jaciments ibèrics: lo Mirablanc, lo Castellar i el Lliri.
Lo Mirablanc, situat a la serra del mateix nom, data d'entre el 500 i el 50 aC, en la primera edat del ferro. Fou descobert lo 1916 pel rector Nicolás Martínez i explorat per Pere Bosch i Gimpera, de l'Institut d'Estudis Catalans. Se caracteritza per la seua situació privilegiada. Seguint los esquemes indoeuropeus, hi apareixen traçats de cases de planta regular i les restes d'una muralla. Lo Castellar (o Mas de Llaurador) podria situar-se en lo segle v aC. Hi van aparèixer restes de ceràmica que es troben dipositades al Museu d'Arqueologia de Catalunya.

## Història
Lo topònim Valljunquera deriva del llatí "valle juncaria" (vall dels joncs). En català occidental, los joncs s'anomenen "juncs".
Se conserven restes de l'antiga muralla que voltava lo nucli, record de l'època en què la població va pertànyer a l'orde de Calatrava d'Alcanyís.
Lo Mas del Llaurador és un poble abandonat en lo terme municipal de Valljunquera. Actualment està en ruïnes.

## Personatges il·lustres
- Agustí Sales i Alcalà.
- Francisco Guardia, campió d'Espanya de Marató, 1963.

## Festes i esdeveniments culturals
- Sant Antoni, 17 de gener. Se celebra amb una gran foguera a la plaça Major i és la festa dels fadrins, quintos, que s'encarreguen d'arreplegar la llenya. Al poble veí de la Portellada es fa una representació de la vida de Sant Antoni.
- Santa Àgueda, 5 de febrer.
- Sant Isidre. La festivitat se celebra el dissabte més proper al 15 de maig.
- Nit de Sant Joan, 24 de juny. Caragolada popular.
- Sant Cristòfol. Se celebra el primer dissabte més proper al 10 de juliol.
- Setmana Cultural. Se celebra al llarg de la primera setmana d'agost.
- Festa Major, Sant Miquel. 29 de setembre.